# Marie-Madeleine (cotre)
Pour les articles homonymes, voir Marie-Madeleine.
Le Marie-Madeleine est un cotre à tapecul, type « cordier du Cotentin », construit en 1934 par Pierre Bellot au chantier naval de Saint-Vaast-la-Hougue dans le Cotentin.

Il navigue pour l'usage des adhérents de l'Association Marie-Madeleine.

Son immatriculation ancienne était CN 666836 (Caen) ; c'est désormais CH 3093 (quartier maritime de Cherbourg).
Le Marie-Madeleine fait l’objet d’un classement au titre objet des monuments historiques depuis le 16 juillet 1984. 
Le Marie-Madeleine a également le label BIP (Bateau d'intérêt patrimonial) de la Fondation du patrimoine maritime et fluvial.

## Histoire
Ce bateau de pêche est construit pour le patron-pêcheur Paul Clarke de Barfleur. Son activité de pêche se termine en 1967 : il est vendu au DeauvilleYacht-club (DYC) comme bateau de service.
En 1975, le Marie-Madeleine est déclaré impropre à la navigation et abandonné comme épave dans le port de Deauville.
En 1977, l'épave est rachetée pour un franc symbolique par Jacques Dadure, qui le restaure pendant huit ans.
Après son classement comme monument historique, l'Association Marie-Madeleine est créée en 1985 dans le but de la préservation et de l'entretien de ce premier bateau du patrimoine maritime normand.
Le Marie-Madeleine est présent chaque année à diverses manifestations nautiques sur les côtes de France. Il navigue avec l'aide des adhérents de l'association.
Le 5 septembre 2015, la Marie-Madeleine s'échoue sur les rochers des îles Saint-Marcouf. Ses 14 passagers et ses deux marins sont sauvés. Mais le bateau sombre quelques jours après, le 9 septembre. 
La Marie-Madeleine est renflouée en deux fois par des ballons gonflables par Bertrand SCIBOZ et la société CERES le 20 septembre à l'aide de ballons gonflables, il est ramené d'abord ramené à la jetée de Saint-Vaast-la-Hougue, puis enfin au port.
Après de nombreuses tractations, la Marie-Madeleine est en partie rachetée par un particulier qui obtient les subventions nécessaires à sa réparation aux chantiers de Saint-Vaast-la-Hougue.
Fin 2021, la restauration était toujours en cours.